# Uljeni plod
Uljeni plod (lat. Elaeocarpus), biljni rod iz porodice Elaeocarpaceae kojemu pripada oko 460 vrsta grmova i drveća iz Malezije i Pacifika, nekoliko iz Indije, Indokine, Madagaskara, Južne Kine i Havaja.
Rod je opisan u Species Plantarum 1: 515. 1753. (1 May 1753)

## Vrste
Vidi Popis vrsta roda Elaeocarpus

## Sinonimi
- Acronodia Blume; Bijdr. Fl. Ned. Ind.: 123 (1825)
- Acrozus Spreng.; Syst. Veg. ed. 16, 4(2): 145 (1827)
- Adenodus Lour.; Fl. Cochinch.: 294 (1790)
- Ayparia Raf.; Sylva Tellur.: 154 (1838)
- Beythea Endl.; Gen. Pl.: 1011 (1840)
- Cerea Thouars; Hist. Vég. Îsles Austral. Afriq., ed. 2: t. 28 (1806)
- Craspedum Lour.; Fl. Cochinch.: 336 (1790)
- Dicera J.R.Forst. & G.Forst.; Char. Gen. Pl.: 79 (1776)
- Eriostemum Colla ex Steud.; Nom. ed. II. 1: 588 (1840)
- Ganitrus Gaertn.; Fruct. Sem. Pl. 2: 271 (1791)
- Lochneria Scop.; Intr. Hist. Nat.: 271 (1777)
- Misipus Raf.; Sylva Tellur.: 60 (1838)
- Monocera Jack; Malayan Misc. 1(5): 42 (1820)
- Perinka Raf.; Sylva Tellur.: 60 (1838)
- Perinkara Adans.; Fam. Pl. 2: 447 (1763)
- Skidanthera Raf.; Sylva Tellur.: 60 (1838)